# Караой (Аксуский район)
Караой (каз. Қараой) — разъезд в Аксуском районе Жетысуской области Казахстана. Входит в состав Молалинского сельского округа. Код КАТО — 193273500.

## Население
В 1999 году население разъезда составляло 28 человек (12 мужчин и 16 женщин). По данным переписи 2009 года, в разъезде проживало 28 человек (14 мужчин и 14 женщин).